# Holy Moly
Holy Moly è un singolo del rapper statunitense Blueface, pubblicato il 6 marzo 2020.

## Tracce
1. Holy Moly – 1:57